# Ares Vallis
Ares Vallis je údolí či řečiště na povrchu Marsu, které bylo nejspíše vytvořené tekoucí vodou. Název oblasti je odvozen z řeckého jména pro Mars: Áres, který byl bohem války. Údolí se táhne od pahorkatiny Margaritifer Terra, kde se spojuje s depresí Iani Chaos (180 km dlouhá a 200 široká) 100 kilometrovou přechodnou oblastí. Pokračuje přes Xanthe Terraa vlévající se do oblasti Chryse Planitia.
V oblasti údolí Ares Vallis nedaleko hranice s oblastí Chryse Planitia přistála 4. července 1997 americká planetární sonda Mars Pathfinder. Na palubě měla malé robotické vozítko Sojourner, které se po oblasti pohybovalo a podrobovalo jí detailnímu průzkumu. Oblast byla vybrána z několika důvodů. Její rovný charakter umožňoval bezpečné přistání a její pozice do 20° zaručovala dostatek slunečního světla pro solární panely, oblast současně nabízela větší spektrum studijního materiálu (různé druhy hornin, půdy a odhadoval se výskyt tekoucí vody v minulosti).

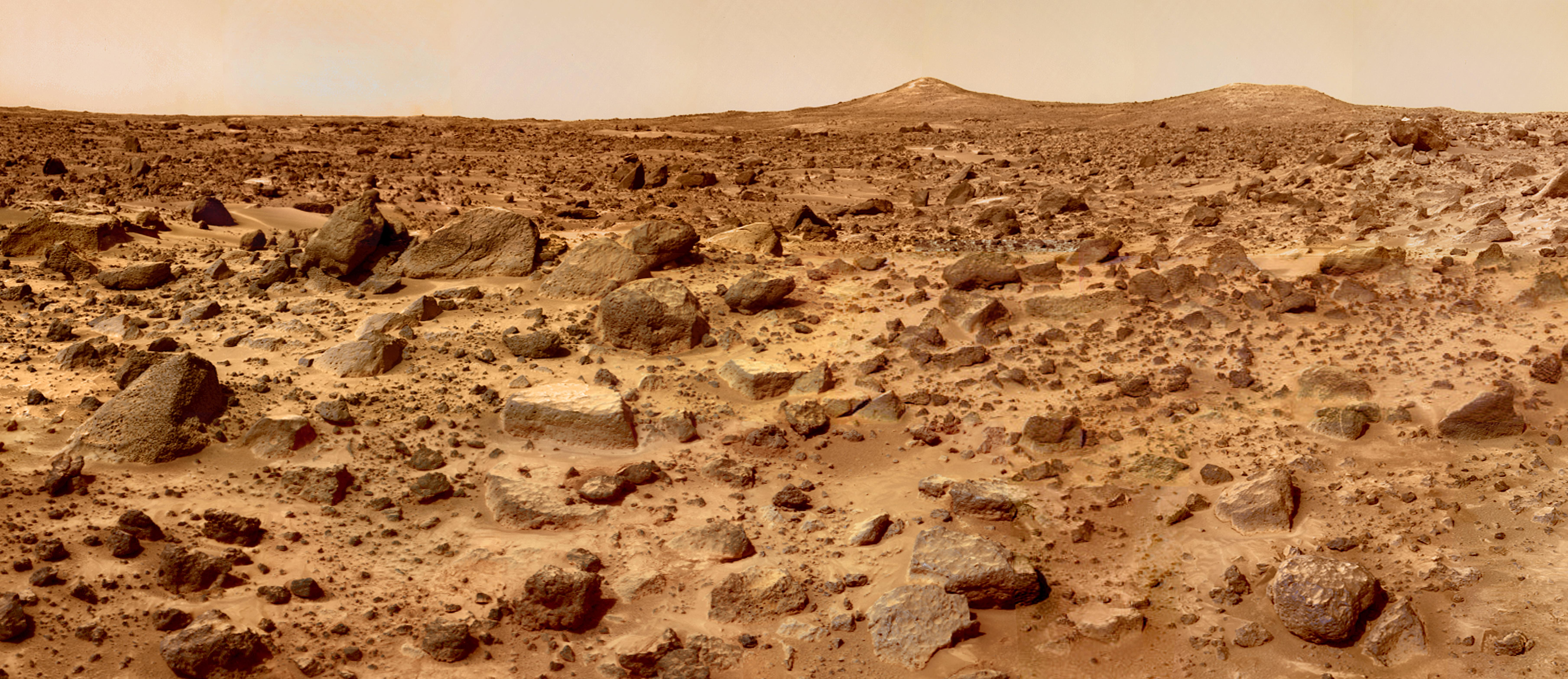
Ares Vallis vyfotografované sondou Mars Pathfinder

V oblasti se nacházejí sedimenty, či erodované kameny, což jsou důkazy naznačující existenci tekuté vody na povrchu.